# SnRNP
Els snRNPs (de l'anglès small nuclear ribonucleoproteins) (pronunciats "snurps"), o small nuclear ribonucleoproteins, són partícules formades per pre-mRNA i diverses proteïnes que constitueixen l'spliceosoma (un gran complex molecular que participa en el procés de splicing). Els SnRNPs es troben al nucli cel·lular i "reconeixen" seqüències concretes al llarg d'una cadena de pre-mRNA, necessari per al procés d'eliminació dels introns.
Els dos components principals dels snRNPs són molècules proteiques i ARN. L'ARN que constitueix cada partícula snRNP es coneix com a snRNA (de l'anglès small nuclear RNA). Aquests snRNA solen teninr una llargada d'un 150 nucleòtids. El snRNA s'uneix a una proteïna ribonuclear o RNP (de l'anglès ribonuclear protein) per activar la seva activitat enzimàtica.
Els inicis i finals concrets dels introns en els transcrits primaris són marcats per senyals amb els quals els snRNP poden reconèixer i eliminar-los. Com a mínim quatre tipus diferents dsnRNPs cooperen en la majoria de splicings. L'ARN d'aquestes partícules és semblant a l'ARN ribosòmic atès que actua directament amb capacitat enzimàtica i estructural.
Els snRNPs van ser descoberts per Michael R. Lerner i Joan A. Steitz.

## Biogènesi
Les ribonucleoproteïnes nuclears petites o snRNPs (de l'anglès small nuclear ribonuclearproteins) s'acoblen mitjançant un procés finament orquestrat i regulat on hi estan implicats tant el nucli com el citoplasma.

### Síntesi de l'ARN al núcli i exportació
Els transcits de l'ARN polimerasa II U1, U2, U4, U5 i els menys abundants U11, U12 i U4atac (snRNAs) adquireixen una caputxa m7G que serveix de senyal d'exportació cap al citoplasma La sortida del nucli serà mitjançada per CRM1.

### Síntesi i emmagatzematge de les proteïnes Sm al citoplasma
Les proteïnes Sm són sintetitzades al citoplasma per ribosomes que tradueixen lRNA missatger Sm, de la mateixa manera que tindria lloc per qualsevol altra proteïna. Aquestes proteïnes són emmagatzamades al citoplasma formant tres complexes en forma d'anell parcialment ensamblats i tots ells associats a la proteïna pICln. Aquest complexos són: el complex pentamèri 6S (SmD1, SmD2, SmF, SmE i SmG amb pICln); el complex 2-4S de B, possiblement amb D3 i pICln; i el 20S metilosoma (SmD3, SmB, SmD1, pICln i la proteïna arginina metiltransferasa-5 (PRMT5)), el més gran d'ells. Els SmD3, SmB i SmD1 són modificats postraduccionals en el metilosoma. Aquestes tres proteínes Sm tenen motus repetits arginina-glicina als extrems C-terminals de SmD1, SmD3 i SmB, i les candenes del costat de l'arginina side són simètricament dimetilades a ω-NG, NG'-dimetil-arginina. S'ha suggerit que pICln, cosa que s'esdevé en altres complexos precursors però no en canvi en els snRNPs madurs, actua com una xaperona especialitzada, impedint un ensamblatge prematur de les proteïnes Sm.

### Ensamblatge de les snRNPs del core en el complex SMN
Els snRNAs (U1, U2, U4, U5, i els menys abundants U11, U12 i U4atac) interaccionen ràpidament amb la proteïna SMN (de l'anglès Survival of Motor Neurons) i altres proteïnes (Gemins 2-8) formant el gran complex SMN. És aquí on el snRNA s'uneixen al pentàmer SmD1-SmD2-SmF-SmE-SmG, seguit de l'addició del dímer complet SmD3-SmB per competar l'anell Sm al voltant de l'anomenat lloc Sm del snRNA. Aquest lloc Sm és una seqüència conservada de nucleòtids d'aquests snRNAs, típicament AUUUGUGG (on A, U i G representen els nucleosids adenosina, uridina i guanosina respectivament). Posteriorment a l'ensamblatge de l'anell Sm al voltant del snRNA, el nucleòsid terminal 5'  (ja modificat amb la "caputxa" 7-metilguanosina) és hiper-metilat fins a 2,2,7-trimetilguanosina i l'altre extrem (3') del snRNA és tallat. Aquesta modificació, i la presència de l'anell Sm complet, és reconegut per la proteïna snurportina 1.

### Ensamblatge final dels snRNPs a nucli
El complex complet snRNP-snurportin 1 del core és transportat al nucli via proteïna importina β. Dins el nucli, els snRNPs del core apareixen als cossos de Cajal, on té lloc l'ensamblatge final dels snRNPs. En aquest últim pas s'addicionen altres proteïnes i tenen lloc altres modificacions específiques als snRNP (U1, U2, U4, U5). La biogènesi del U6 snRNP té lloc al nucli tot i que al citoplasma trobem grans quantitats d'U6 lliure. L'anell LSm podria assemblar-se primer, i després associar-se amb el U6 snRNA.

### Desensablatge dels snRNPs
Els snRNPs tenen una vida mitjana molt llarga però s'assumeix que tard o d'hora són desensamblats i degradats. Tanmateix, aquest procés és encara desconegut.

### Defectes en la biogènesi de snRNP com a causa de l'Atròfia Mucular Espinal
Defectes el gen de SMN són associats amb la mort prematura de les neurones motores espinals, fet que origina l'Atròfia muscular espinal o SMA (de l'anglès spinal muscular atrophy). Aquests desodres genètics es manifesten en un àmpli rang d'afectació. La forma més severa resulta en paràlisi, és normalment letal a l'edat de 2 anys i és la causa genètica més comuna de mort de l'infant.